# 関口照生
関口 照生（せきぐち てるお、1938年11月13日 - ）は、日本の写真家。経済産業省産業部門有識者会議委員。日本写真家協会（J.P.S.）会員。倉敷芸術科学大学客員教授。
妻は女優の竹下景子。長男は俳優の関口まなと。次男は俳優の関口アナン。

## 経歴
東京府出身。埼玉県立熊谷高等学校卒業、明治大学文学部考古学専攻卒業。自然物や表情描写の巨匠・写真家柴田信夫に師事し、助手として働きながら、数々の雑誌写真を手掛ける。その後、フリーの写真家として、ジャーナリズム写真・広告、雑誌取材・コマーシャルの分野で活躍。特に女優をモデルにした写真で高い評価を受け、人物描写を中心した業績で電通賞などを受賞した。作品に「名取裕子写真集『序の舞』」、「かたせ梨乃写真集『DAY FOR NIGHT』」、「麻丘めぐみ写真集」、「泉谷しげる写真集『百面相』」（「火のLATIDO」、16m/m映画「エデン」が挙げられる。
1984年、赤坂プリンスホテルにて15歳年下で女優の竹下景子と結婚、その後2男をもうける。最近では写真家としての活動のほか、「THE・サンデー」（日本テレビ系列）などテレビのコメンテーターや、評論家・環境保全の論者として活躍の幅を広げている。また、経済産業省「ものづくり日本大賞」選考有識者会議のメンバーである他、文部科学省・文化庁における文化部門の委員として様々な提言を行っている。2001年の「CAPPUCCINO―姿月あさと写真集」ではフランス、イタリアの写真界から評価され、渡欧の仕事を本格化させる端緒となった。写真・デザイン分野における登竜門である「OPAS-DESIGN-AWARD」の審査員特別賞は「関口照生賞」と呼称されている。
埼玉県立熊谷高等学校の卒業生組織の「熊高会」の関係から、JR東日本会長の大塚陸毅や日比谷松本楼社長の小坂哲瑯、東京女子医科大学教授の内山真一郎らと親しい。加えて、明治大学の後輩でもあるTBSアナウンサー安住紳一郎とはニュース番組で共演し、その後も交流を続けている。現在はオーケープロダクション（旧・大橋巨泉事務所）所属で関連会社の株式会社アイ・バーグマン代表取締役。

## 写真集
- 長嶺ヤス子『ガラスの糸の上で』文化出版局　1982
- 『大信田礼子写真集 ラスパルマスの風』集英社　1983
- 『名取裕子写真集序の舞』小学館　1984
- 『火のlatido : 関口照生作品集 写真集』日本芸術出版社　1985
- 『フローレンス写真集』スコラ　1985　別冊スコラ
- 『ハロープラスワン』文：竹下景子　小学館　1987　のち集英社文庫
- 『Day for night 娼婦たちへ ─かたせ梨乃写真集』集英社　1988
- 『ファミリーへ、ウエルカム』文：竹下景子 　小学館　1990　のち集英社文庫
- 『キャティーフォーエヴァー』スコラ　1991
- 『Cappuccino 姿月あさと写真集』飛鳥新社　2001